# Aristarchos (biblisk person)
Aristarchos från Thessaloniki, Paulus lärjunge och medhjälpare, omtalas ofta både i Apostlagärningarna och Paulus brev.

## Biografi
I Efesos var Aristarchos nära att få sätta livet till (Apostlagärningarna 19:29), men följde Paulus under hans tredje missionsresa troget både till Jerusalem och Rom (Apostlagärningarna 20:4 och 27:2), där han var hans medfånge (Kolosserbrevet 4:10), och skall enligt traditionen ha delat Paulus slutliga öde under Nero. Aristarchos nämns även kort i Filemonbrevet v. 24.
Enligt traditionen var Aristarchos den förste biskopen av Thessaloniki. Kristen martyr och helgon som inom Romersk-katolska kyrkan har festdag 4 augusti och inom den ortodoxa kyrkan den 14 april.